# Печка лига
Печката лига (на албански: Lidhja e Pejës) е политическа организация, създадена с подкрепата на Османската империя на 29 януари 1899 г. в Печ (в тогавашния Косовски вилает), откъдето идва нейното име.
Водеща роля в основаването на организацията има Хаджи Зека, член на Призренската лига, която от април 1881 г. престава да съществува.
Писмото, изпратено на султана, е подписано от 40 албански първенци, от които 8 души са от Печ и Роговище, 7 от Тетово, 6 от Джаковица, 4 от Призрен, по 3 от Сеница и Митровица, 2 Вучитрън, 1 от Нови пазар.
За разлика от Призренската лига, която застъпва албанско обединение от 4 вилаета с етнически албанци (Косовски вилает, Шкодренски вилает, Битолски вилает и Янински вилает), Печката лига се застъпва за единен т.нар. Албански вилает, включващ 1/5 от Солунския вилает.